# 이도영 (전라북도의원)
이도영(李鍍榮, 1978년 6월 16일 ~ )은 대한민국의 제10대 전라북도의원, 제9·10대 전라북도 전주시의원이다.

## 학력
- 상산고등학교 졸업
- 전주대학교 토목환경공학과 학사 졸업

### 비학위 수료
- ~ 2014 전북대학교 행정대학원 지방자치학과 행정학 석사 수료

## 경력
- 전라북도 총학생 회장 협의회 의장
- (사)동서남북 포럼 사무국장
- (사)대한적십자사 전주평화봉사회 회장
- 전주교도소 교정협의회 위원
- 전주시 신성초등학교 운영위원회 부위원장
- 전주시 수영협회 부회장
- 민주당 중앙당 전국청년위원회 부위원장
- 민주당 전북도당 전주시 완산구 갑 상무위원
- 민주당 전북도당 민원.법률 국장
- (사)손수레 자립생활 협회 운영 이사
- 전주지곡초등학교 운영위원
- 전주 문정성당 사복회 사회복지 위원장
- 전라북도 배드민턴협회 상임 이사
- (사)한국청년회의소(JC) 전북지구회장
- 전주대학교 총학생 회장
- 2012.03 ~ 전라북도 전주시 완산구 평화2동 자치위원회 상임고문
- 2016.01 ~ 전라북도 지구청년회의소 회장
- 2010.07 ~ 2014.06 제9대 전라북도 전주시의회 의원
- 2014.07 ~ 2016.03 제10대 전라북도 전주시의회 의원
- 2016.02 ~ 2018.02 국민의당
- 2018.02 ~ 2020.02 민주평화당
- 2016.04 ~ 2018.06 제10대 전라북도의회 의원
- 2016.04 ~ 2016.07 제10대 전라북도의회 전반기 행정자치위원회 위원
- 2016.04 ~ 2016.07 제10대 전라북도의회 전반기 예산결산특별위원회 위원
- 2016.07 ~ 2018.06 제10대 전라북도의회 후반기 행정자치위윈회 부위원장
- 2016.07 ~ 2018.06 제10대 전라북도의회 후반기 운영위윈회 위원
- 2016.07 ~ 2018.06 제10대 전라북도의회 후반기 윤리특별위원회 위원

## 역대 선거 결과
|  | 25.39% |

|  | 30.92% |

|  | 0% |

|  | 53.32% |

|  | 36.67% |